# Xoridesopus striatus
Xoridesopus striatus är en stekelart som beskrevs av Gupta 1983. Xoridesopus striatus ingår i släktet Xoridesopus och familjen brokparasitsteklar. Inga underarter finns listade i Catalogue of Life.